# Deutscher Leistungsschwimmpass
Der Deutsche Leistungsschwimmpass (Hai, Silber und Gold) ist ein dreistufiges Schwimmabzeichen des Deutschen Schwimm-Verbandes in Kassel.
| Deutsches Leistungsschwimmabzeichen „Hai“ | Deutsches Leistungsschwimmabzeichen „Hai“ |
| --- | ----------------------------------------- |
| - 50 m Brustschwimmen unter 1:00 Min. - 50 m Kraulschwimmen unter 0:50 Min. - 50 m Rückenschwimmen unter 1:00 Min. - Kopfsprung aus 3 m Höhe oder Salto vorwärts aus 1 m Höhe - 25 m Wasserballdribbeln | Schwimmabzeichen Bronze                   |
| Deutsches Leistungsschwimmabzeichen – Silber |                                           |
| - 100 m Brustschwimmen unter 1:55 Min. - 100 m Kraulschwimmen unter 1:40 Min. - 100 m Rückenschwimmen unter 1:50 Min. - 100 m Lagenschwimmen ohne Zeitlimit - 400 m Freistilschwimmen unter 10:00 Min. - Kopfsprung vorwärts aus 3 m Höhe - Salto vorwärts aus 1 m Höhe - 25 m Wasserballdribbeln unter 0:25 Min. | Schwimmabzeichen Silber                   |
| Deutsches Leistungsschwimmabzeichen – Gold |                                           |
| - 100 m Brustschwimmen unter 1:35 Min. (Männer), 1:45 Min.(Frauen) - 100 m Kraulschwimmen unter 1:20 Min. (Männer), 1:30 Min. (Frauen) - 100 m Rückenschwimmen unter 1:35 Min. (Männer),1:45 Min. (Frauen) - 50 m Schmetterlingsschwimmen unter 0:40 Min. (Männer), 0:45 Min. (Frauen) - 400 m Kraulschwimmen unter 7:00 Min. (Männer), 8:00 Min. (Frauen) - Kopfsprung aus 3 m Höhe - Salto aus 1 m Höhe - 50 m Wasserballdribbeln unter 1:00 Min. | Schwimmabzeichen Gold                     |